# Lymnaea
Lymnaea is een geslacht van weekdieren uit de  familie van de Lymnaeidae.

## Soorten
- Lymnaea brardi Deshayes, 1863 †
- Lymnaea cosensis Tournouër, 1875 †
- Lymnaea dubrueili Fontannes, 1879 †
- Lymnaea fragilis (Linnaeus, 1758)
- Lymnaea kashmirensis Prashad, 1925
- Lymnaea kazakensis Mozley, 1934
- Lymnaea klaici Brusina, 1884 †
- Lymnaea megarensis Gaudry in Gaudry & Fischer, 1867 †
- Lymnaea metochina Pavlović, 1935 †
- Lymnaea nogradensis (Csepreghy-Meznerics, 1954) †
- Lymnaea oblonga (Puton, 1847) †
- Lymnaea pavlovici Milošević, 1981 †
- Lymnaea peregrina Deshayes, 1838 †
- Lymnaea permanenta Milošević, 1981 †
- Lymnaea producta Lea, 1841
- Lymnaea raphidia (Bourguignat, 1860)
- Lymnaea stagnalis (Linnaeus, 1758)
- Lymnaea stojadinovici Milošević, 1981 †
- Lymnaea stoppanianus Coppi, 1876 †
- Lymnaea striatella Grateloup, 1827 †
- Lymnaea subangulata Roffiaen, 1868
- Lymnaea subfragilis d'Orbigny, 1852 †
- Lymnaea succinoides Serres, 1853 †
- Lymnaea tchihatcheffi Fischer in Tchihatcheff, 1866 †
- Lymnaea truci Schlickum & Strauch, 1979 †
- Lymnaea turrita Klein, 1853 †
- Lymnaea urceolata Braun in Walchner, 1851 †
- Lymnaea vidali Hermite, 1879 †
- Lymnaea weberi Pohlig, 1883 †
- Lymnaea zlatarskii Toula, 1892 †